# Кто возьмёт миллион?
«Кто возьмёт миллио́н?» (каз. Миллион кiмге бұйырады?) — казахстанское интеллектуальное телешоу, аналог международного популярного формата викторины «Кто хочет стать миллионером?», выходившее в 2001–2006 гг. и с 2017 по 2019 год. Производилось по лицензии Sony Pictures.

## История игры

### 2001–2006 гг.
Идея создать в Казахстане собственного «Миллионера» возникла в 2000 году на фоне набиравшей популярность российской версии, откуда впоследствии была взята основная база вопросов. Тогда же был проведён кастинг на роль ведущего, в котором участвовало около 100 человек. Среди них был и актёр Евгений Жуманов, который пришёл на передачу по совету своего театрального режиссёра Андрея Сухоногина, впоследствии одного из руководителя шоу. В итоге именно Жуманов стал первым ведущим игры.
В феврале 2001 года стало известно о приобретении телеканалом «КТК» лицензии у английской компании «Celador» на производство в Казахстане викторины, получившей название «Кто возьмёт миллион?», с марта начал проводиться отбор игроков на игру. Съёмки первых выпусков викторины прошли на киностудии «Казахфильм» 5 мая 2001 года, а уже 17 мая состоялась телевизионная премьера игры на «КТК». Передача выходила дважды в неделю: по четвергам и субботам вечером. На канале «КТК» шоу просуществовало до июня 2004 года, после чего Жуманов покинул проект.
В августе 2004 года шоу перешло под управление агентства «Хабар»: сначала оно выходило на одноимённом телеканале в течение года, а затем – на  «Ел Арна». Вторым ведущим стал Серик Акишев, ранее работавший на канале «НТК». Акишев при Жуманове участвовал в одном из спецвыпусков, где стал первым и единственным игроком в истории игры, не ответившим на самый первый вопрос. Тогда же Акишев в возрасте 24 лет стал самым молодым в мире ведущим франшизы «Who Wants to Be a Millionaire?». В том же 2004 году параллельно с русскоязычной версией начала выходить отдельная передача на казахском языке «Миллион кiмге бұйырады?» с ведущим Ескендиром Сергебаевым. 
В сентябре 2006 года передача была закрыта из-за низких рейтингов, а также в связи с начавшимся мировым экономическим кризисом 
и последующим банкротством банка-спонсора викторины. К тому моменту некоторым игрокам перестали выплачивать выигрыши. 

### 2017–2019 гг.: возрождение, повторное закрытие
В июле 2017 года было объявлено о возвращении шоу в эфир телеканала «Хабар» после 11-летнего перерыва. Ведущим викторины вновь стал Серик Акишев, а производить шоу начала его же компания «Телемастерская». По сравнению с прошлой версией, были увеличены суммы денежного древа вместе с главным призом – до 10 млн тенге, а также хронометраж передачи. Викторина стала выходить один раз в неделю – по субботам вечером с повторами в воскресенье. Первый выпуск возрождённой программы вышел в эфир 16 сентября 2017 года. Не менее половины вопросов в игре приходится на казахстанскую тематику. 
Помимо обычных выпусков, в праздничные дни выходили специальные игры с участием казахстанских знаменитостей и телеведущих телеканала «Хабар», выигрыши которых уходили на благотворительность. Также руководство передачи проводило выездные игры в Алма-Ате и Астане.
С 15 сентября 2018 года по просьбам зрителей передача стала выходить только на казахском языке с Досымбеком Утегалиевым в роли ведущего, а Серик Акишев остался её продюсером. 27 июля 2019 года вышел последний выпуск игры «Миллион кiмге бұйырады?», после чего она снова перестала выходить в эфире.
В апреле 2021 года Серик Акишев в своём интервью заявлял о работе над возрождением проекта, а в октябре 2024 года он поделился планами вернуть передачу в эфир в 2025 году.

## Правила игры

### Отборочный тур («Спринт»)
Десятке игроков «Спринта», прошедшим предварительные отборочные раунды, задавался вопрос, в котором нужно расположить 4 варианта ответа в правильной последовательности. Тот, кто справлялся с этим быстрее за наименьшее время, становился участником игры и садился с ведущим за игровой стол.
Некоторое время в середине 2000-х годов одно из десяти мест участников «Спринта» занимал случайный зритель в студии.

### Основная игра
Для того чтобы выиграть главный приз, необходимо правильно ответить на 15 вопросов из различных областей знаний. Каждый вопрос имеет 4 варианта ответа, из которых только один является верным. Каждый вопрос имеет конкретную стоимость.
| Вопрос | Стоимость в 2001–2006 гг. | Стоимость в 2017–2019 гг. |
| ------ | ------------------------- | ------------------------- |
| 15     | 5 000 000 тенге           | 10 000 000 тенге          |
| 14     | 2 500 000 тенге           | 5 000 000 тенге           |
| 13     | 1 250 000 тенге           | 2 500 000 тенге           |
| 12     | 600 000 тенге             | 1 200 000 тенге           |
| 11     | 300 000 тенге             | 600 000 тенге             |
| 10     | 150 000 тенге             | 300 000 тенге             |
| 9      | 80 000 тенге              | 150 000 тенге             |
| 8      | 40 000 тенге              | 90 000 тенге              |
| 7      | 20 000 тенге              | 60 000 тенге              |
| 6      | 10 000 тенге              | 40 000 тенге              |
| 5      | 5 000 тенге               | 20 000 тенге              |
| 4      | 2 000 тенге               | 10 000 тенге              |
| 3      | 1 000 тенге               | 5 000 тенге               |
| 2      | 500 тенге                 | 2 500 тенге               |
| 1      | 200 тенге                 | 1 000 тенге               |

Все суммы являются заменяемыми, то есть после ответа на следующий вопрос не суммируются с суммой за ответ на предыдущий. Суммы, полученные при верном ответе на 5-й и 10-й вопросы, являются «несгораемыми».

### Подсказки
У игрока имелись 3 подсказки, каждую из которых можно было использовать только один раз за всю игру до дачи ответа на вопрос.
1. «50 на 50» — компьютер убирает два заведомо неправильных ответа, предоставляя игроку выбор из оставшихся двух вариантов ответа.
2. «Звонок другу» — игрок может позвонить другу и в течение 30 секунд посоветоваться с ним, чтобы выбрать правильный ответ.
3. «Помощь зала» — игрок может воспользоваться подсказкой зрителей из зала. С помощью пультов зрители голосуют за тот вариант ответа, который считают правильным.

## Статистика

### Победители
За всё время существования передачи 3 игрока сумели ответить на 15 вопросов и выиграть главный приз.
Выигрыш — 5 000 000 тенге
- Сауле Ахметова, Алма-Ата, дата эфира — апрель 2002 года[31][32]
- Ирина Стальная, дата эфира — 2003 год

Выигрыш — 10 000 000 тенге
- Евгений Малищук, Алма-Ата, дата эфира — 24 марта 2018 года[33][34]

### Крупные выигрыши
Как минимум четыре участника правильно ответили на 13 или 14 вопросов, но затем решили не рисковать и забрали деньги.
- Марат Искендиров, Алма-Ата, выигрыш — 2 500 000 тенге, дата эфира — 2002 год[35]
- Гайса Калымбет, Алма-Ата, выигрыш — 2 500 000 тенге, дата эфира — 9 февраля 2019 года
- Самат Жалилов, Алма-Ата, выигрыш — 5 000 000 тенге, дата эфира — 20 апреля 2019 года[36]
- Айнур Жекебазарова, Алма-Ата, выигрыш — 5 000 000 тенге, дата эфира — 13 июля 2019 года[37]